# 渡邊大知
渡邊大知（日语：／ Watanabe Daichi，1990年8月8日—）是日本的一位音樂家及演員。他出身于兵庫縣神戶市，畢業于東京造形大學。

## 外部連結
- 渡辺大知官方網站
- 渡辺大知 （页面存档备份，存于） - 黑貓CHELSEA
- 渡辺大知 （页面存档备份，存于） - Sony Music Artists